# Bernd Freytag von Loringhoven
Alexander Otto Hermann Wolfgang Bernd Freiherr Freytag von Loringhoven (6 de fevereiro de 1914 - 27 de fevereiro de 2007) foi um oficial de alta patente do Exército Alemão (Wehrmacht) durante a Segunda Guerra Mundial e mais tarde membro da Bundeswehr, as forças de defesa da República Federativa da Alemanha.